# Festival OTI de la Canción 1972
Het OTI Festival 1972 was de eerste editie van het OTI Festival, georganiseerd door de Organización de Televisión Iberoamericana. De eerste editie werd georganiseerd in de Spaanse hoofdstad Madrid. Claidia Regina y Tobias wonnen voor Brazilië met het lied Diálogo.
Het Mexicaanse lied werd gediskwalificeerd om het politiek niet correct was tegenover het Spaanse regime van Franco.
| Land                                                           | Artiest                 | Lied                                 | Plaats | Ptn |
| -------------------------------------------------------------- | ----------------------- | ------------------------------------ | ------ | --- |
| Brazilië                                                       | Claudia Regina y Tobias | Diálogo                              | 1      | 10  |
| Panama                                                         | Basilio                 | Oh, Señor                            | 2      | 8   |
| Spanje                                                         | Marisol                 | Niña                                 | 3      | 7   |
| Puerto Rico                                                    | Chucho Avellanet        | Por ti                               | 4      | 6   |
| Venezuela                                                      | Mirla Castellanos       | Sueños de cristal y miel             | 4      | 6   |
| Portugal                                                       | Tonicha                 | Glória, glória, aleluia              | 6      | 5   |
| Dominicaanse Republiek                                         | Fernando Casado         | Siempre habrá en la luna una sonrisa | 7      | 4   |
| Chili                                                          | Guillermo Basterrechea  | Una vez, otra vez                    | 7      | 4   |
| Argentinië                                                     | Víctor Heredia          | Sabes que aquí estamos, América      | 8      | 3   |
| Uruguay                                                        | Roña                    | Busco mi destino                     | 9      | 3   |
| Colombia                                                       | Christopher             | Volverás a mis brazos                | 9      | 3   |
| Bolivia                                                        | Arturo Quesada          | No volveré a pasar por allí          | 9      | 3   |
| Peru                                                           | Betty Missiego          | Recuerdos de un adiós                | 9      | 3   |
| Mexico                                                         | Alberto Ángel           | Yo no voy a la guerra                | DQ     | -   |
| Gaststad: Palacio de Congresos y Exposiciones - Madrid, Spanje |                         |                                      |        |     |

1972 · 1973 · 1974 · 1975 · 1976 · 1977 · 1978 · 1979 · 1980 · 1981 · 1982 · 1983 · 1984 · 1985 · 1986 · 1987 · 1988 · 1989 · 1990 · 1991 · 1992 · 1993 · 1994 · 1995 · 1996 · 1997 · 1998 · 2000